# Before I'm Over You
| Recensione | Giudizio |
| ---------- | -------- |
| AllMusic   | [ 1 ]    |

Before I'm Over You è il secondo album discografico di Loretta Lynn, pubblicato dalla casa discografica Decca Records nel giugno del 1964.

## Tracce

### LP
Lato A
1. Singing the Blues – 2:04 (Melvin Endsley) – Registrato il 27 febbraio 1964 al Columbia Recording Studio di Nashville, Tennessee
2. Before I'm Over You – 2:30 (Betty Sue Perry) – Registrato il 5 febbraio 1962 al Columbia Recording Studio di Nashville, Tennessee
3. You Don't Have to Be a Baby to Cry – 2:06 (Bob Merrill, Terry Shand) – Registrato il 27 febbraio 1964 al Columbia Recording Studio di Nashville, Tennessee
4. Who'll Help Me Get Over You? – 2:45 (Betty Sue Perry) – Registrato il 9 gennaio 1963 al Columbia Recording Studio di Nashville, Tennessee
5. Loose Talk – 2:16 (Freddie Hart, Ann Lucas) – Registrato il 27 febbraio 1964 al Columbia Recording Studio di Nashville, Tennessee
6. Where Were You? – 2:29 (Loretta Lynn) – Registrato il 9 gennaio 1963 al Columbia Recording Studio di Nashville, Tennessee

Lato B
1. Wine, Women and Song – 2:02 (Betty Sue Perry) – Registrato il 26 febbraio 1964 al Columbia Recording Studio di Nashville, Tennessee
2. The End of the World – 2:44 (Sylvia Dee, Arthur Kent) – Registrato il 27 febbraio 1964 al Columbia Recording Studio di Nashville, Tennessee
3. My Shoes Keep Walking Back to You – 2:34 (Lee Ross, Bob Wills) – Registrato il 27 febbraio 1964 al Columbia Recording Studio di Nashville, Tennessee
4. Fool #1 – 2:11 (Kathryn R. Fulton) – Registrato il 27 febbraio 1964 al Columbia Recording Studio di Nashville, Tennessee
5. This Haunted House – 2:23 (Oliver Doolittle) – Registrato il 26 febbraio 1964 al Columbia Recording Studio di Nashville, Tennessee
6. Get Set for a Heartache – 2:00 (Joe Deaton, Red Landers) – Registrato l'8 settembre 1961 al Bradley Film and Recording Studio di Nashville, Tennessee

## Musicisti
Singing the Blues / You Don't Have to Be a Baby to Cry / Loose Talk / The End of the World / My Shoes Keep Walking Back to You / Fool #1
- Loretta Lynn - voce
- Altri musicisti non accreditati
- Owen Bradley - produttore

Before I'm Over You
- Loretta Lynn - voce
- Harold Bradley - chitarra elettrica
- Jack Pruett - chitarra elettrica
- Teddy Wilburn - chitarra
- Don Helms - chitarra steel
- Floyd Cramer - pianoforte
- Bob Moore - contrabbasso
- Buddy Harman - batteria
- (probabile) The Jordanaires (gruppo musicale) - cori
- Owen Bradley - produttore

Who'll Help Me Get Over You? / Where Were You?
- Loretta Lynn - voce
- Harold Bradley - chitarra elettrica
- Wayne Moss - chitarra elettrica
- Teddy Wilburn - chitarra
- Don Helms - chitarra steel
- Floyd Cramer - pianoforte
- Bob Moore - contrabbasso
- Willie Ackerman - batteria
- Buddy Harman - batteria
- (probabile) The Jordanaires (gruppo vocale) - cori
- Owen Bradley - produttore

Wine, Women and Song / This Haunted House
- Loretta Lynn - voce
- Harold Bradley - chitarra elettrica
- Grady Martin - chitarra elettrica
- Jerry Kennedy - chitarra
- Don Helms - chitarra steel
- Floyd Cramer - pianoforte
- Bob Moore - contrabbasso
- Buddy Harman - batteria
- The Jordanaires (gruppo vocale) - cori
- Owen Bradley - produttore

Get Set for a Heartache
- Loretta Lynn - voce
- Harold Bradley - chitarra elettrica
- Grady Martin - chitarra elettrica
- Teddy Wilburn - chitarra
- Don Helms - chitarra steel
- Cecil Brower - fiddle
- Tommy Jackson - fiddle
- Floyd Cramer - pianoforte
- Bob Moore - contrabbasso
- Buddy Harman - batteria
- (probabile) The Jordanaires (gruppo vocale) - cori
- Owen Bradley - produttore[3]

Note aggiuntive
- Hal Buksbaum - fotografia copertina album originale[4]

## Classifica
Album
| Anno | Classifica         | Posizione raggiunta |
| ---- | ------------------ | ------------------- |
| 1964 | Top Country Albums | 11                  |

Singoli
| Anno | Titolo del brano     | Classifica        | Posizione raggiunta |
| ---- | -------------------- | ----------------- | ------------------- |
| 1964 | Wine, Women and Song | Hot Country Songs | 3                   |
| 1964 | Before I'm Over You  | Hot Country Songs | 4                   |